# 独花兰属
独花兰属（学名：Changnienia）是兰科下的一个属，为陆生兰。该属仅有独花兰（Changnienia amoena）一种，分布于中国江苏、浙江、湖南和四川东部。